# Ahrensburg
Ahrensburg (en bajo sajón: Ahrensborg) es una localidad alemana del estado federado de Schleswig-Holstein. Se encuentra al noreste de Hamburgo. 
Se divide administrativamente en cinco distritos: Ahrensfelde, Beimoor, Ahrensburg West, Gartenholz y Hagen.

## Historia

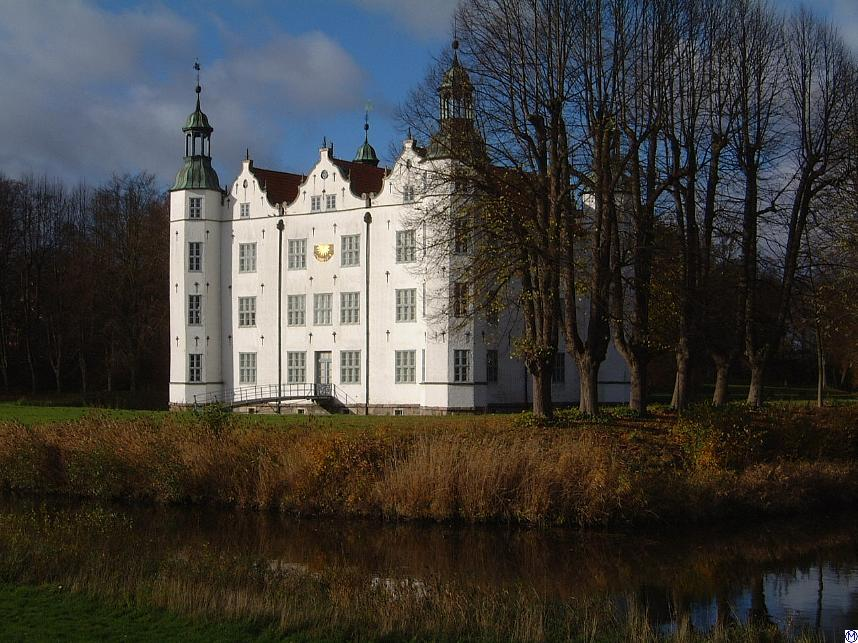
Castillo de Ahrensburg

Este poblado tuvo su origen en la fundación de Wolderhorn —antiguo nombre de la localidad— por los condes de Schauenburg en el siglo XIII. Estos también fundaron las pedanías de Ahrensfelde, Meilsdorf y Beimoor. Wolderhorn es mencionado por primera vez en el año 1314.
Los monasterios que existían en aquella región fueron clausurados por la Reforma Protestante en el siglo XVI. El 7 de junio de 1867, Wolderhorn —en ese entonces parte de Prusia— cambió su nombre a Ahrensburg y se convirtió en una comunidad prusiana independiente.
En 1865, fue construida una vía férrea en Ahrensburg como parte de una ruta que iba de Hamburgo hacia Lübeck.

## Ciudades hermanadas
Ahrensburg tiene como ciudades hermanadas a las siguientes:
- Esplugas de Llobregat (Cataluña, España)
- Feldkirchen in Kärnten (Austria)
- Ludwigslust (Mecklemburgo-Pomerania Occidental, Alemania)
- Viljandi (Estonia).